# 32. Unterseebootsflottille
De 32. Unterseebootsflottille was een trainingseenheid van de Duitse Kriegsmarine tijdens de Tweede Wereldoorlog. De eenheid werd in april 1944 opgericht en kwam onder leiding te staan van Hermann Rigele.
43 U-Boten maakten tijdens het bestaan van de eenheid deel uit van de 32. Unterseebootsflottille. De eenheid was tijdens haar eerste jaar gevestigd in Königsberg en werd in januari 1945 vanwege het oprukkende Rode Leger overgeplaatst naar Hamburg. De meeste bemanningen van het Type XXIII U-boot kregen hier hun basistraining. Met de overgave van Nazi-Duitsland in mei 1945 werd ook de eenheid officieel opgeheven.

## Commandanten
- April 1944 - maart 1945 - Fregattenkapitän Hermann Rigele[1]
- Maart 1945 - mei 1945 - Korvettenkapitän Ulrich Heyse[1]